# ألان غراي (ملحن)
ألان غراي هو ملحن بولندي، ولد في 23 فبراير 1902 في تارنوف في بولندا، وتوفي في 10 سبتمبر 1973 في أمرشام ‏ في المملكة المتحدة.

## وصلات خارجية
- ألان غراي على موقع IMDb (الإنجليزية)
- ألان غراي على موقع ميوزك برينز (الإنجليزية)
- ألان غراي على موقع ميوزك برينز (الإنجليزية)
- ألان غراي على موقع أول موفي (الإنجليزية)
- ألان غراي على موقع قاعدة بيانات برودواي على الإنترنت (الإنجليزية)
- ألان غراي على موقع قاعدة بيانات الأفلام السويدية (السويدية)
- ألان غراي على موقع أول ميوزيك (الإنجليزية)
- ألان غراي على موقع ديسكوغز (الإنجليزية)
- ألان غراي على موقع قاعدة بيانات الفيلم (الإنجليزية)
- ألان غراي على موقع كينوبويسك (الروسية)